# Jules Varnier
Pour les articles homonymes, voir Varnier.
Jules Varnier, né le 27 septembre 1814 à Valence (Drôme) et mort à Paris le 10 décembre 1873, est un peintre et homme de lettres français.

## Biographie
Louis Jean Jules Henry Varnier naît à Valence le 27 septembre 1814. Il est le fils de Jean Pierre Henry Varnier, négociant, et de Reyne Destrés. Il a pour frère Henry Varnier.
Élève de François Édouard Picot, Jules Varnier concourt en 1836 et 1837 pour le prix de Rome puis débute au Salon.
En 1839, il épouse Marie Louise Augustine Vachier. Leur fille Marthe Marie Augustine épousera le docteur en médecine Armand Napoléon Thadée Dujardin-Beaumetz.
Entre 1839 et 1842, il consacre au directeur de l'Académie de France à Rome huit articles dans le journal L'Artiste sous le pseudonyme de Georges d'Alcy. Il publie en 1842 L'Oasis, un recueil en vers préfacé par Arsène Houssaye.
Après le Portrait du général Championnet et Les Anges au sépulcre, l'administration des Invalides appelle Jules Varnier à la réalisation de portraits des gouverneurs de l'hospice.
En 1849, il obtient le poste d'Inspecteur général de l'Assistance publique.
Il meurt à son domicile parisien du carrefour de l'observatoire, à l'âge de 59 ans.
Il est inhumé le 12 décembre au cimetière de Montmartre.

## Publications
Sous le pseudonyme Georges d'Alcy.
- Le Clergé français à Rome
- L'Oasis, 1842.
- Léopold Robert
- Le Religieux

## Distinctions
- Chevalier de la Légion d'honneur[9].